# Ошибень звичайний
Ошибень звича́йний, або змі́йка борода́та (Ophidion rochei) — вид риб родини ошибневих (Ophidiidae).

## Поширення
Поширений у Середземному і Чорному морях.

## Опис
Морська демерсальна риба, що сягає 29,3 см завдовжки. Має 4 вусики на підборідді — двоє коротких і двоє довгих, які є видозміненими черевними плавниками, що допомагають шукати їжу.
Харчується в сутінках на піску ракоподібними, поліхетами, молюскамиі дрібною рибою. Вдень нерухомо лежить, напівзарившись у пісок.